# Епархия Пореча и Пулы
Епархия Пореча и Пулы (хорв. Porečka i Pulska biskupija) — католическая епархия латинского обряда в Хорватии с центром в городе Пореч. Входит в состав митрополии Риеки. Кафедральным собором епархии является собор Успения Пресвятой Девы Марии в Порече, широко известный как Евфразиева базилика. Сокафедральный собор — Собор Вознесения Пресвятой Девы Марии в Пуле.

## История
Епархии в городах Пореч и Пула принадлежат к числу старейших в Хорватии, основаны на стыке III и IV веков. 30 июня 1828 года была создана единая епархия Пореча и Пулы. С 1969 года в качестве суффраганной епархии входит в состав Риекской митрополии.

## Современное состояние
По данным на 2013 год в епархии насчитывалось 164 480 католиков (78,3 % населения), 107 священников и 135 приходов.

## Ординарии епархии
- епископ Antonio Peteani (9.04.1827 — † 27.06.1857);
- епископ Juraj Dobrila (21.12.1857 — 5.07.1875), назначен епископом Триеста и Копера;
  - Sede Vacante (1875—1878);
- епископ Giovanni Nepomuceno Glavina (13.09.1878 — 3.07.1882), назначен епископом Триеста и Копера;
- епископ Alois Zorn (25.09.1882 — 9.08.1883), назначен архиепископом Гориции и Градиски;
- епископ Giovanni Battista Flapp (13.11.1884 — † 27.12.1912);
- епископ Trifone Pederzolli (19.06.1913 — † 22.04.1941);
- епископ Raffaele Mario Radossi, O.F.M. Conv. (27.11.1941 — 7.07.1948), назначен архиепископом Сполето;
  - Sede Vacante (1948—1960);
- епископ Dragutin Nežic (15.06.1960 — 27.01.1984);
- епископ hr:Antun Bogetić (27.01.1984 — 18.11.1997);
- епископ Иван Милован (18.11.1997 — 14.06.2012);
- епископ Дражен Кутлеша (14.06.2012 — 11.07.2020);
  - апостольский администратор епископ Дражен Кутлеша (11.07.2020 — 18.03.2023);